# Karadjovo, Plovdiv
Karadjovo (în bulgară Караджово) este un sat în comuna Sadovo, regiunea Plovdiv,  Bulgaria. 

## Demografie
Componența etnică a satului Karadjovo
     Bulgari (66,6%)
     Romi (28,78%)
     Nicio identificare (4,61%)
     Altele (0,92%)
La recensământul din 2011, populația satului Karadjovo era de 1.084 locuitori. Din punct de vedere etnic, majoritatea locuitorilor (66,6%) erau bulgari, cu o minoritate de romi (28,78%). Pentru 4,61% din locuitori nu este cunoscută apartenența etnică.